# 法蘭克·蓋瑞
法蘭克·歐文·蓋瑞，CC（英語：Frank Owen Gehry，/ˈɡɛəri/ GAIR-ee；原姓戈德堡 (Goldberg)；1929年2月28日—）美國後現代主義及解構主義建築師，曾獲得普利茲克獎。
法蘭克·蓋瑞生於加拿大，後來移民至美國，現今長駐於美國，他於1970年代因其獨特風格而嶄露頭角，他善於將日常材料與複雜且充滿動感的結構相結合。儘管蓋瑞本人對於被歸類持保留態度，他的建築風格常被描述為解構主義。2010年世界建筑调查（World Architecture Survey）认为他的作品是当代建筑最重要的作品之一，杂志更稱盖里為“当代最重要的建筑师”。
蓋瑞於加州聖莫尼卡的私人住宅，启动了他的建築生涯， 讓蓋瑞脫離了「紙上建築师」的狀態－－許多知名建築師在接到他们的首个大型訂單前，幾乎都经历过这样纸上作业的青澀成型階段。
蓋瑞著名的作品包括鈦金屬打造的西班牙畢爾包古根漢美術館、美国麻省理工学院史塔特科技中心、洛杉磯市區的迪士尼音樂廳、西雅圖的體驗音樂館、巴黎的路易威登艺术中心（Louis Vuitton Foundation)、明尼亞波利斯的魏斯曼藝術博物館、捷克共和國的跳舞的房子等。
在他的職業生涯中，蓋瑞獲得了無數獎項和榮譽，包括1989年的普立茲克建築獎。他也曾榮獲美國國家藝術獎章和總統自由勳章。

## 生平
蓋瑞生於加拿大安大略多倫多的一個波蘭猶太家庭。蓋瑞從小便創意十足，常受祖母卡普蘭的鼓勵，他並與祖母一起以木片建造小城鎮。他後來對波狀鋼皮、金屬絲網等媒材的使用，則有一定程度上受祖父五金店的靈感啟發。蓋瑞常在那裡度過星期六的上午，有時畫一些爸媽帶他到藝術世界的圖畫。「那就是創造力的基因，」蓋瑞說道。「但是我父親認為我不切實際，我不會完成任何事。是我的母親，她知道我只是壓抑自己去做事情。她會逼使我去做。」
1947年，蓋瑞遷居至加利福尼亞州，找了一個開貨運的工作，並於洛杉磯城市學院就讀，最終畢業於南加州大學的建築學院。在1954年畢業於南加大後，他遠離了建築領域、從事了其他工作一陣子，包括在美國陸軍單位服役。蓋瑞到哈佛大學設計研究所修了一年的城市規劃，便於課程結束前離校。1952年，蓋瑞以舊名法蘭克·戈德堡，與阿妮塔·斯奈德結婚。據蓋瑞宣稱，阿妮塔勸他改名為法蘭克·蓋瑞，而他照做了。兩人於1966年離婚。1975年，蓋瑞與波兒塔·伊莎貝拉·阿奎萊拉結婚，其亦是他現任妻子。他的第一段婚姻有兩個女兒，第二段則有了兩個兒子。
成長於加拿大，蓋瑞是曲棍球的超級粉絲。他在他的 FOG 公司（採蓋瑞名字的三個字首）創辦了一個曲棍球聯盟，但他現已不再與他們打球。2004年，他為世界杯曲棍球大賽設計了獎品。他會見了心理分析學家米爾頓·魏克斯勒，並同意魏克斯勒替他的壓力問題給予意見。蓋瑞擁有美國與加拿大的雙重國籍。他住在加州聖莫尼卡，並逐漸脫離洛杉磯。

## 作品

### 已完成
| 年分       | 作品                                                                                 | 地點                                                 | 備註                                           |
| ---------- | ------------------------------------------------------------------------------------ | ---------------------------------------------------- | ---------------------------------------------- |
| 1971– 1972 | 羅納德·戴維斯工作室/住宅 Ronald Davis Studio/Residence                               | 加州馬利布                                           |                                                |
| 1972       | Easy Edges 家具系列                                                                  | –                                                    | 瓦楞紙板設計的桌椅                             |
| 1974       | 展覽中心 Exhibit Center                                                              | 美國馬里蘭州哥倫比亞                                 |                                                |
| 1974       | 莫里維德·波絲特大亭 Merriweather Post Pavilion                                       | 美國馬里蘭州哥倫比亞                                 |                                                |
| 1974       | 勞斯公司總部 Rouse Company                                                           | 美國馬里蘭州哥倫比亞                                 |                                                |
| 1977       | 豎琴師的家 Harper House                                                              | 美國馬里蘭州巴爾的摩                                 |                                                |
| 1978       | 蓋瑞住宅 Gehry Residence                                                             |                                                      |                                                |
| 1978– 2002 | 羅耀拉法學院 Loyola Law School                                                       | 美國加州洛杉磯                                       | 多棟建築                                       |
| 1980       | 聖莫尼卡購物廣場 Santa Monica Place                                                  | 美國加州聖莫尼卡                                     |                                                |
| 1982– 1984 | 加州科工博物館航空與太空展覽建設 California Museum of Science and Industry           | 美國加州洛杉磯                                       |                                                |
| 1984       | 艾奇瑪零售集團 Edgemar Retail Complex                                                | 美國加州聖莫尼卡                                     |                                                |
| 1985       | 弗朗西絲·霍華德·溫好萊塢區域圖書館 Frances Howard Goldwyn Hollywood Regional Library | 美國加州好萊塢                                       |                                                |
| 1985– 1991 | 奇特/戴大廈 Chiat/Day Building                                                       | 美國加州威尼斯                                       |                                                |
| 1989       | 維特拉設計博物館 Vitra Design Museum                                                 | 德國莱茵河畔魏尔                                     |                                                |
| 1989       | 維特拉經營場地 Vitra premises                                                        | 德國莱茵河畔魏尔                                     |                                                |
| 1993       | 魏斯曼藝術博物館 Weisman Museum of Art                                               | 美國明尼蘇達州明尼亞波利斯 / 明尼蘇達大學            |                                                |
| 1987– 1992 | 愛荷華高科技研究所 Iowa Advanced Technology Laboratories                             | 美國愛荷華州愛荷華城 / 愛荷華大學                    |                                                |
| 1992       | 迪士尼購物村 Disney Village                                                          | 法國巴黎 / 巴黎迪士尼樂園                            |                                                |
| 1993       | 視覺藝術中心 Center for the Visual Arts                                              | 美國俄亥俄州托萊多 / 托萊多大學                      |                                                |
| 1994       | 美國中心 (現法國電影院) Cinémathèque Française                                       | 法國巴黎                                             | （页面存档备份，存于）                         |
| 1994       | 席得朗·戈爾茨坦 Siedlung Goldstein                                                   | 德國美因河畔法蘭克福                                 | 162棟公共俱樂部建築                            |
| 1995       | 能源論壇的革新 Energie Forum Innovation                                              | 德國巴特恩豪森                                       | （页面存档备份，存于）                         |
| 1995       | 跳舞的房子 Dancing House                                                             | 捷克共和國布拉格                                     |                                                |
| 1995       | 安那翰溜冰場 (原迪士尼溜冰場) Anaheim ICE (Disney ICE)                               | 美國加州安那翰                                       |                                                |
| 1995       | 迪士尼安那翰總部 Team Disney Anaheim                                                 | 美國加州安那翰                                       |                                                |
| 1997       | 畢爾包古根漢美術館 Guggenheim Museum Bilbao                                          | 西班牙畢爾包                                         |                                                |
| 1999       | 新佐爾霍夫 Der Neue Zollhof                                                          | 德國杜塞道夫                                         |                                                |
| 2000       | 康得納斯自助餐館 Condé Nast Cafeteria                                                | 美國紐約市 / 四號時代廣場 / 康得納斯出版公司總部四樓 | （页面存档备份，存于）                         |
| 1999       | 辛辛那提大學學術健康中心 University of Cincinnati Academic Health Center             | 美國俄亥俄州辛辛那提                                 |                                                |
| 2000       | DZ銀行大樓 DZ Bank building                                                          | 德國柏林巴黎廣場三號                                 |                                                |
| 2000       | 體驗音樂館 Experience Music Project                                                  | 美國華盛頓州西雅圖                                   |                                                |
| 2001       | 蓋瑞塔 Gehry Tower                                                                   | 德國漢諾威                                           |                                                |
| 2001       | 三宅一生旗艦店 Issey Miyake, Flagship Store                                          | 美國紐約州紐約市                                     |                                                |
| 2002       | 彼得·B·路易斯大樓 Peter B. Lewis Building                                            | 美國俄亥俄州克里夫蘭 / 凱斯西儲大學 / 魏德海管理學院 | （页面存档备份，存于） （页面存档备份，存于）  |
| 2003       | 理查·B·費雪表演藝術中心 Richard B. Fisher Center for the Performing Arts             | 美國紐約哈德遜河畔安娜達爾 / 巴德學院                | （页面存档备份，存于） （页面存档备份，存于）  |
| 2003       | 瑪姬的鄧迪 Maggie's Dundee                                                           | 蘇格蘭鄧迪 / 寧威爾醫院                              |                                                |
| 2003       | 迪士尼音樂廳 Walt Disney Concert Hall                                                | 美國加州洛杉磯                                       |                                                |
| 2004       | 雷與瑪利亞史塔特科技中心 Ray and Maria Stata Center                                  | 美國麻薩諸塞州劍橋 / 麻省理工學院                    | （页面存档备份，存于）                         |
| 2004       | 普利茲克音樂廳 Jay Pritzker Pavilion                                                 | 美國伊利諾州芝加哥 / 千禧公園                        | （页面存档备份，存于）                         |
| 2005       | 瑪塔 MARTa                                                                           | 德國黑爾福德                                         | （页面存档备份，存于）                         |
| 2005       | 互動公司西岸總部 IAC/InterActiveCorp West Coast Headquarters                         | 美國加州西好萊塢日落大道                             | [ 5 ] [ 6 ]                                    |
| 2006       | 所有權現屬布萊恩·川梭所有的房子 The house currently owned by Brian Transeau\|        | 美國加州洛杉磯                                       |                                                |
| 2006       | 里斯卡爾侯爵酒店 Marqués de Riscal                                                   | 西班牙埃尔希耶戈                                     |                                                |
| 2007       | 瑪麗莎演出舞台 A stage for Mariza's show                                             | 美國 / 迪士尼音樂廳                                  | [ 7 ]                                          |
| 2007       | 魏德海管理學院 Weatherhead School of Management                                      | 美國俄亥俄州克里夫蘭 / 凱斯西儲大學                  |                                                |
| 2008       | 安大略美術館的革新 Art Gallery of Ontario renovation                                 | 加拿大安大略多倫多                                   |                                                |
| 2008       | 彼得·B·路易斯圖書館 Peter B. Lewis Library                                           | 美國新澤西州普林斯頓 / 普林斯頓大學                  | （页面存档备份，存于）                         |
| 2012       | Facebook办公区                                                                       | 美国加利福尼亚帕洛阿尔托 / Facebook总部              | （页面存档备份，存于）                         |
| 2012       | 傲璇 Opus Hong Kong                                                                  | 香港                                                 | Opus Hong Kong 官方網頁 （页面存档备份，存于） |
| 2014       | 巴拿馬生物多樣性博物館 Biomuseo                                                      | 巴拿馬巴拿馬城阿馬多堤道                             | Biomuseo 官方網頁 （页面存档备份，存于）       |

## 圖庫

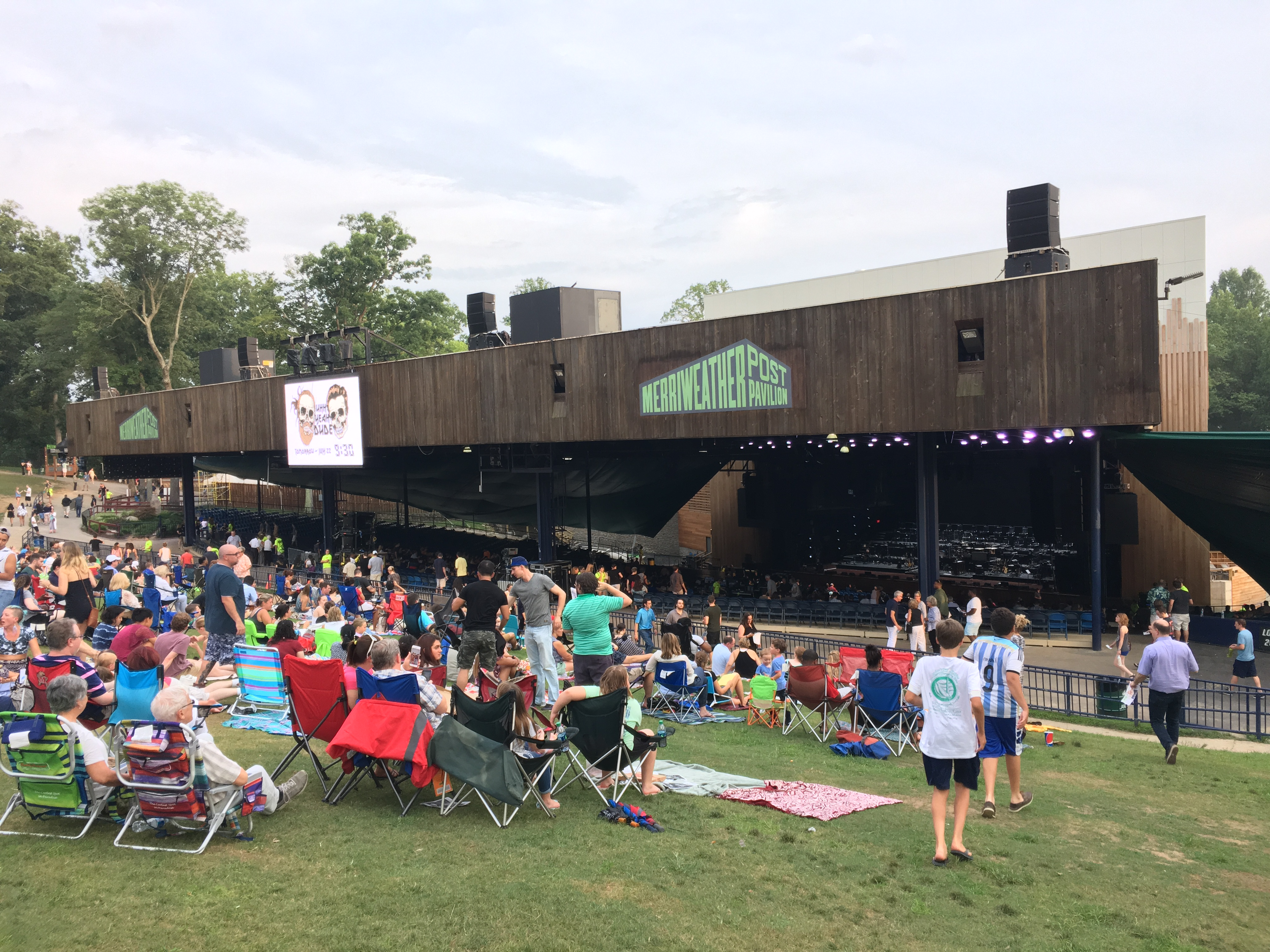
哥倫比亞梅里韋瑟郵報音樂廳（1967年）
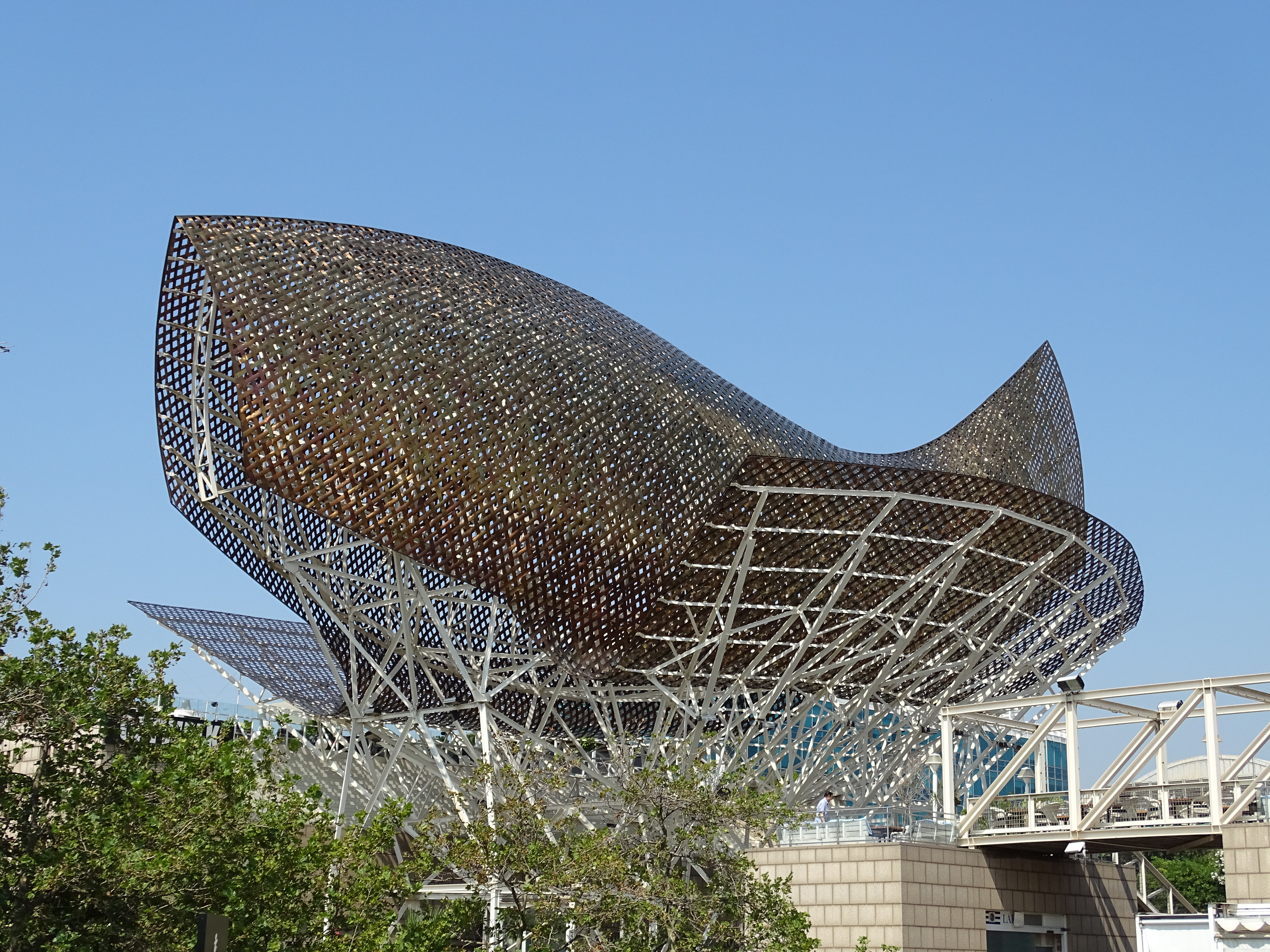
巴塞隆納奧林匹克港「El Peix」魚形雕塑（1992年）
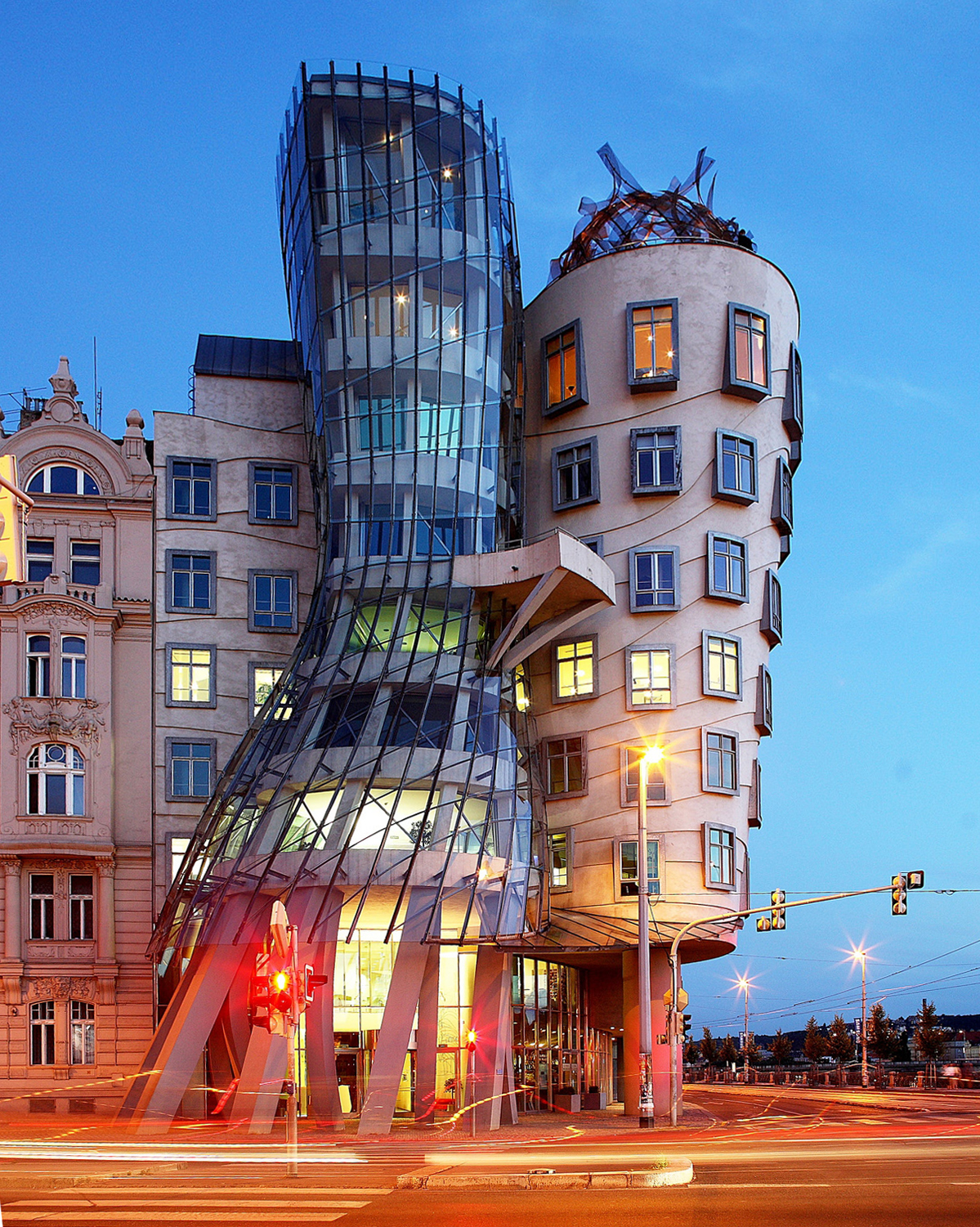
布拉格跳舞的房子（1996年）
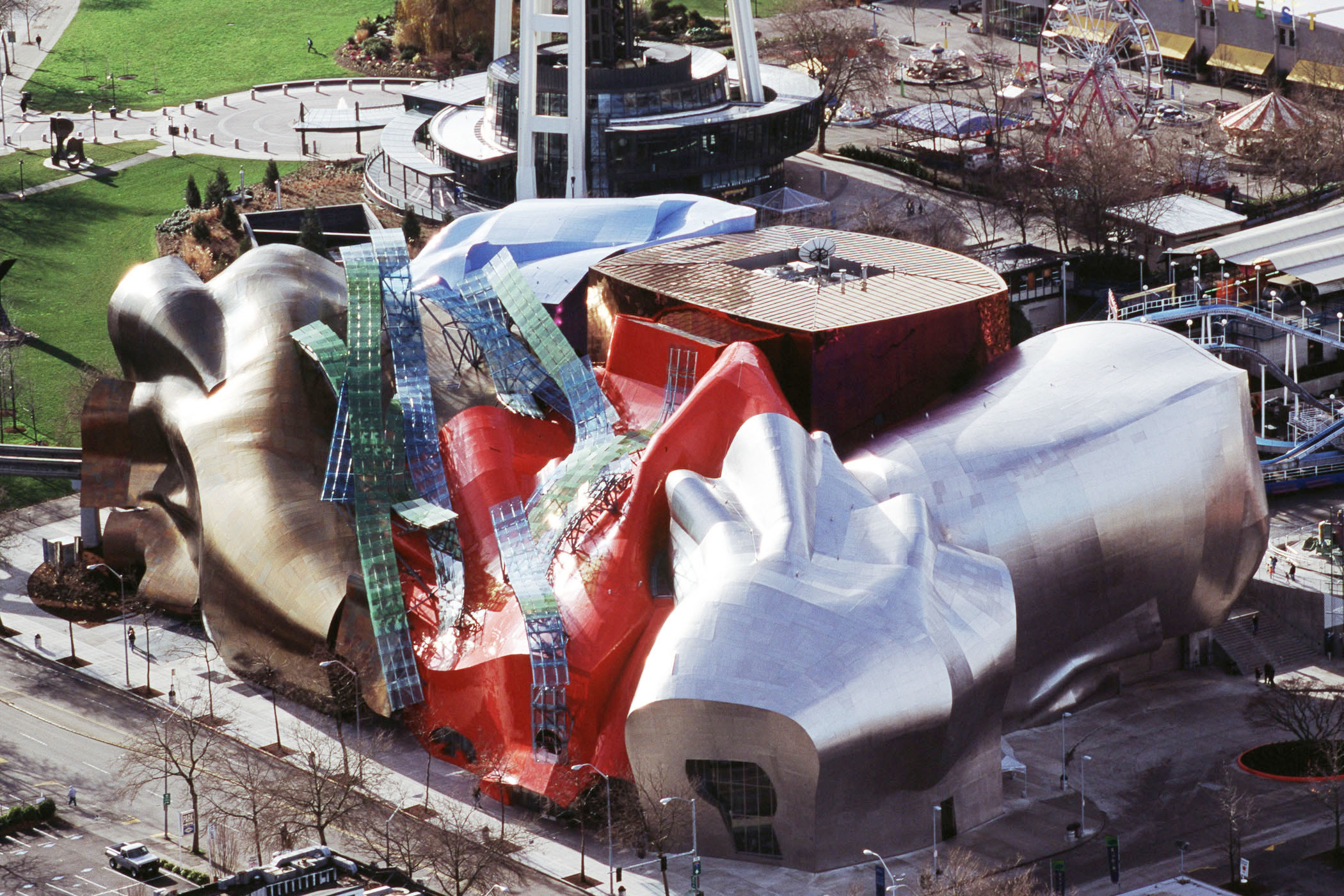
西雅圖流行文化博物館（2000年）
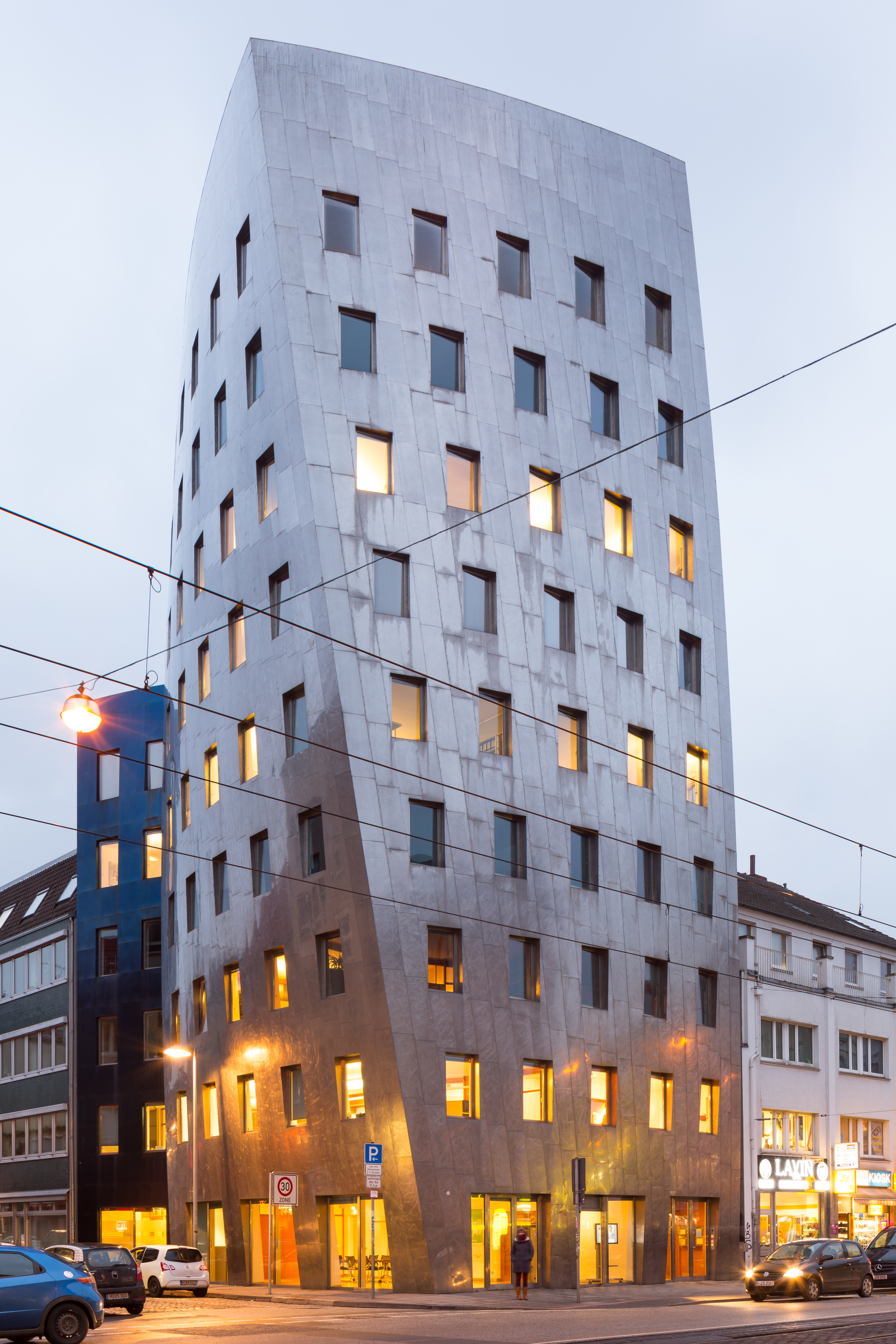
漢諾威蓋瑞塔（2001年）
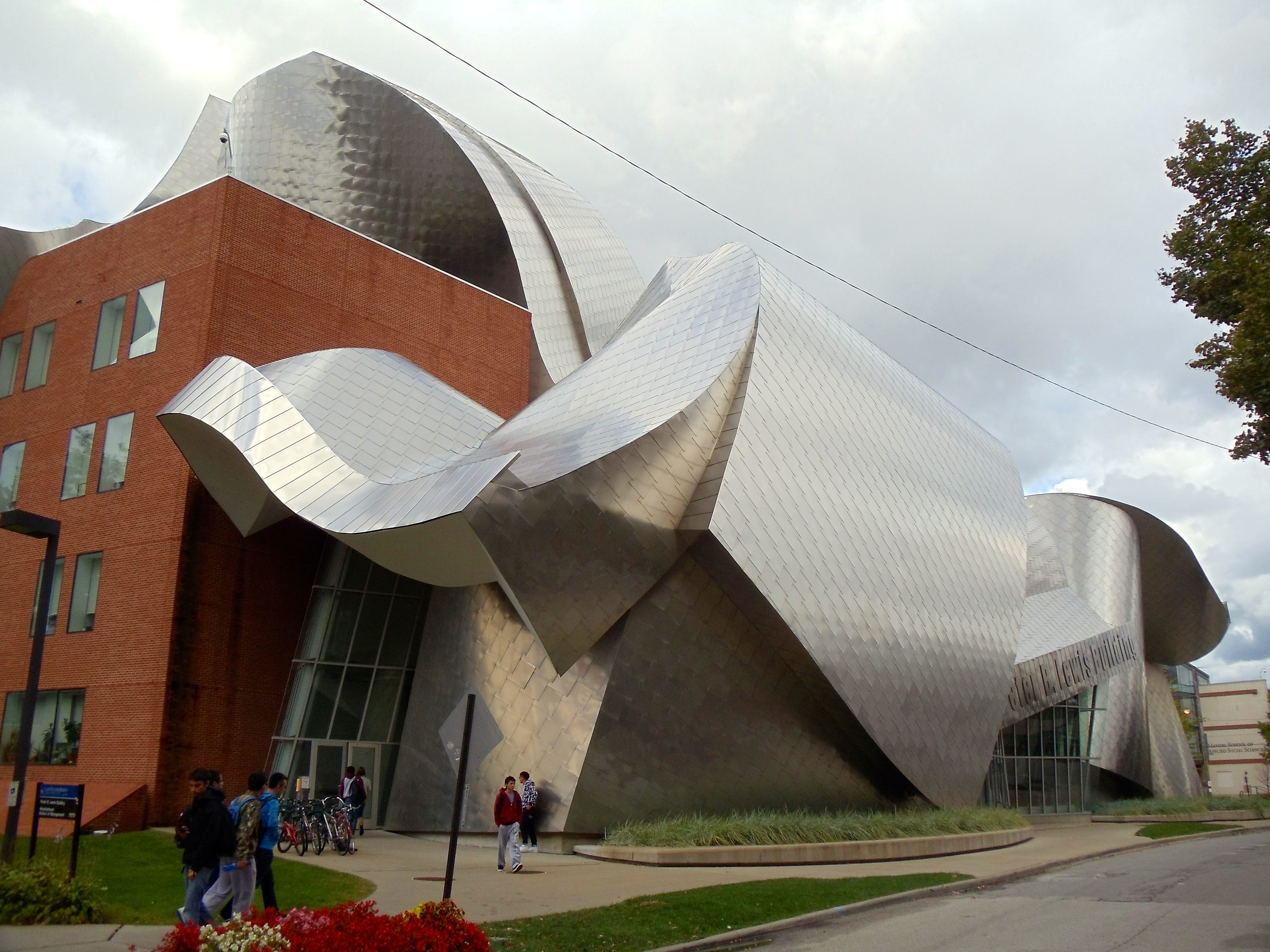
克里夫蘭凱斯西儲大學魏德海管理學院（2002年）
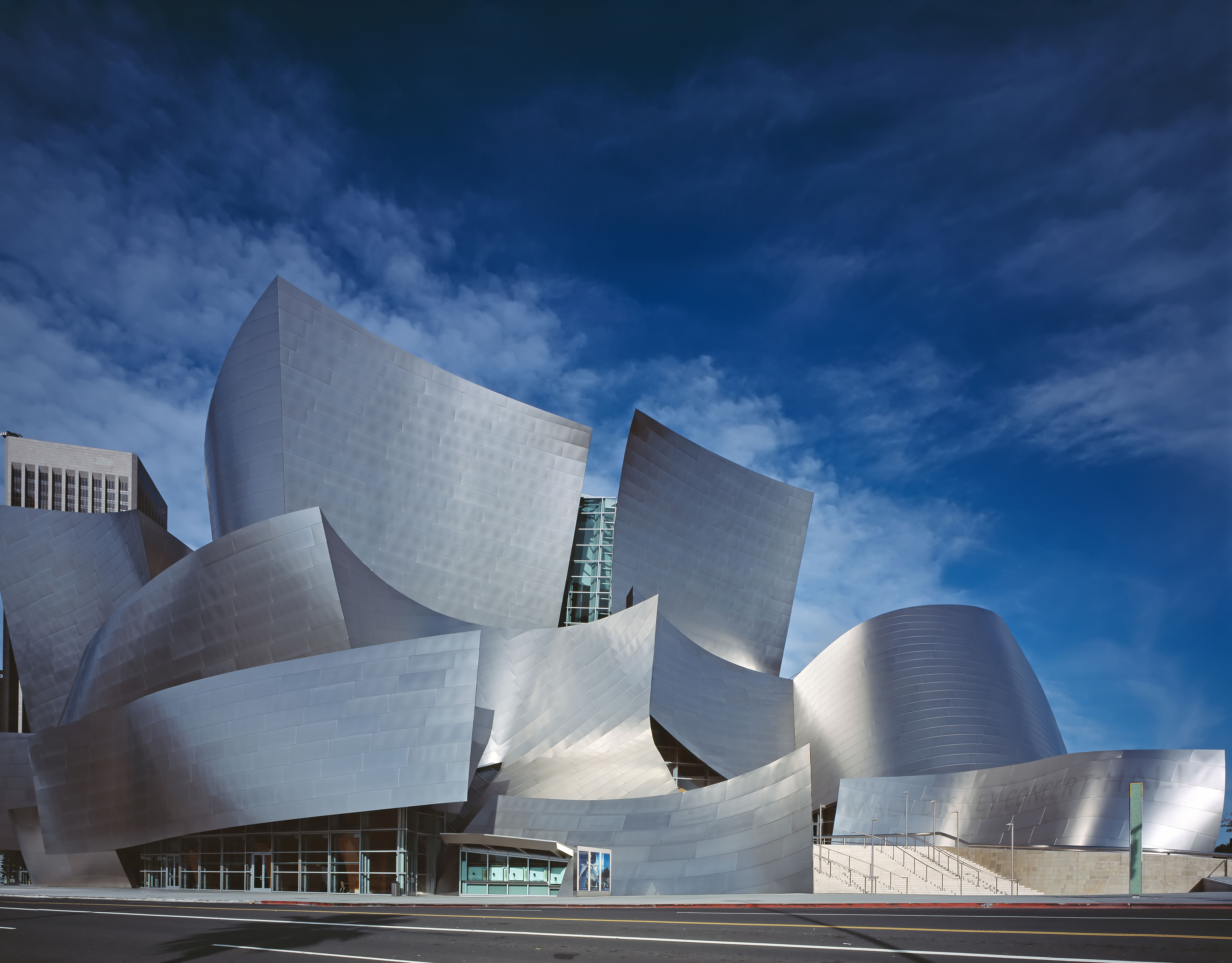
洛杉磯華特·迪士尼音樂廳（2003年）
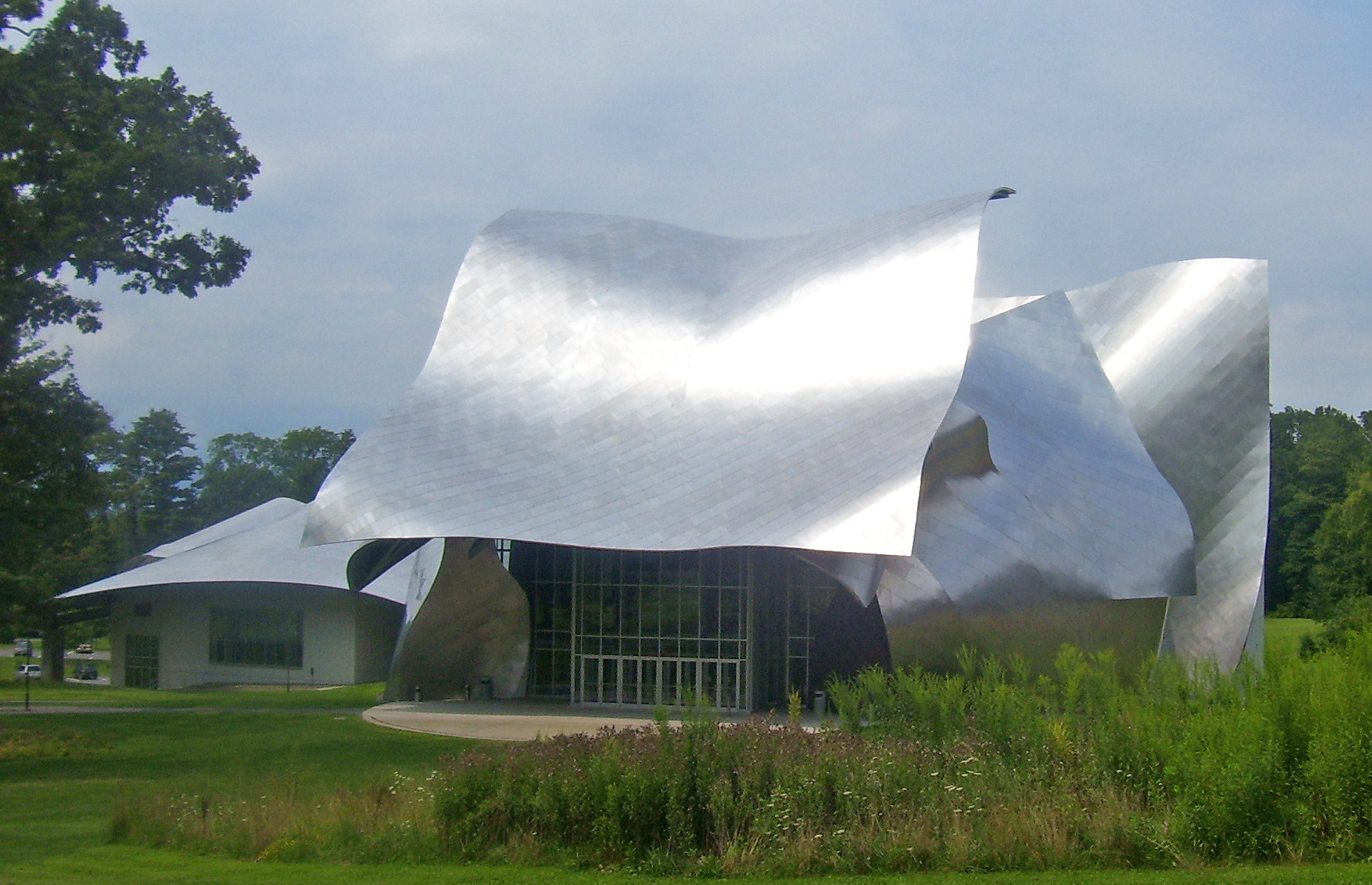
巴德學院理查·B·費雪表演藝術中心（2003年）
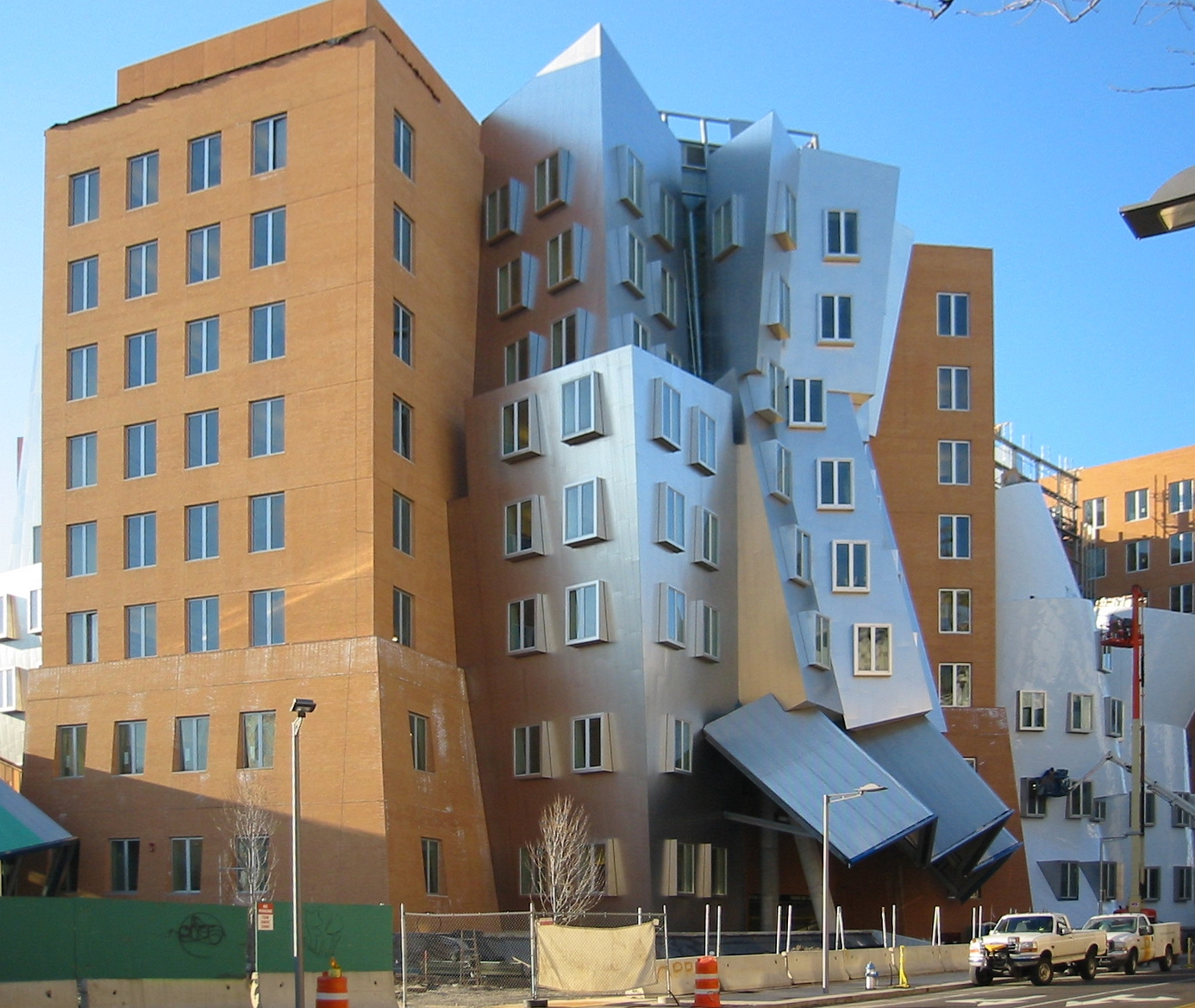
麻省理工學院史塔特科技中心（2004年）
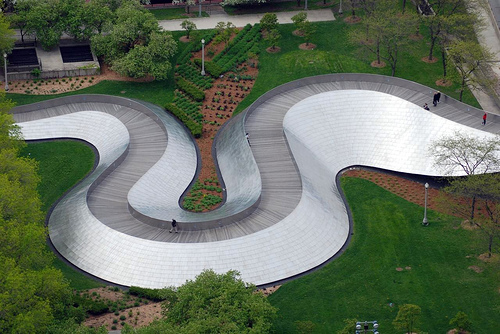
芝加哥千禧公園BP人行天橋（2004年）
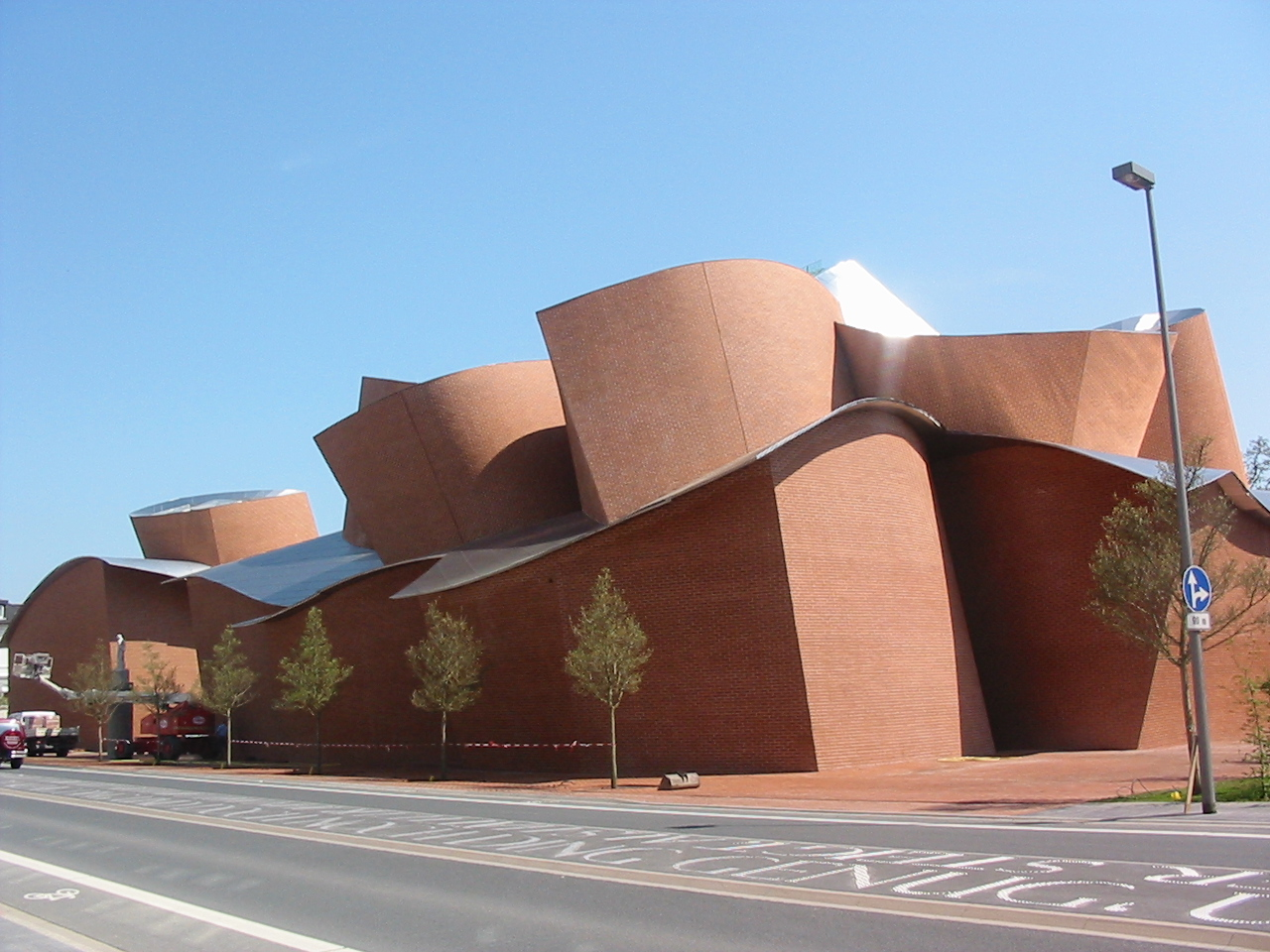
黑爾福德MARTa Herford（2005年）
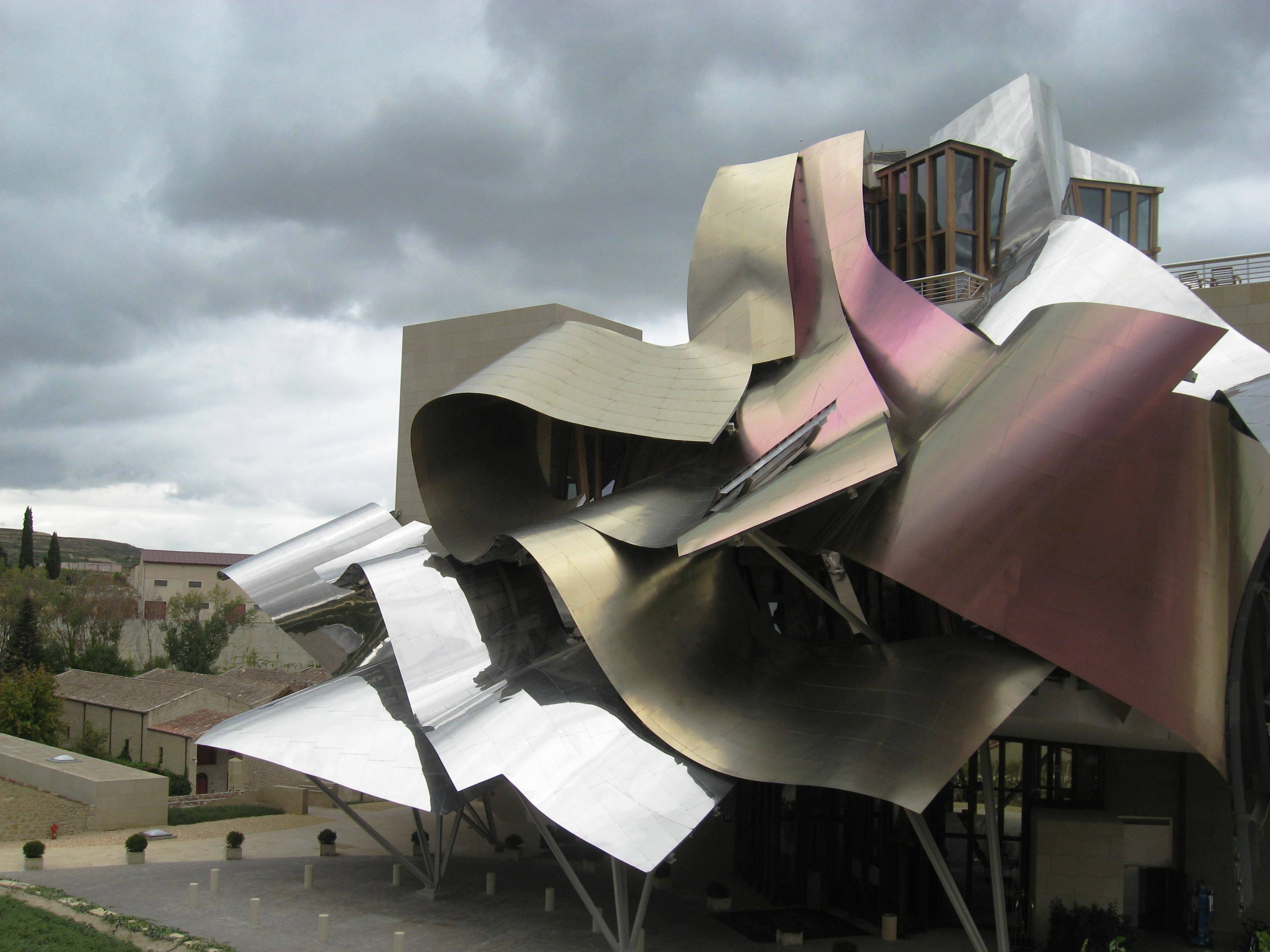
埃爾西耶戈（西班牙）里斯卡爾侯爵酒莊飯店（2006年）
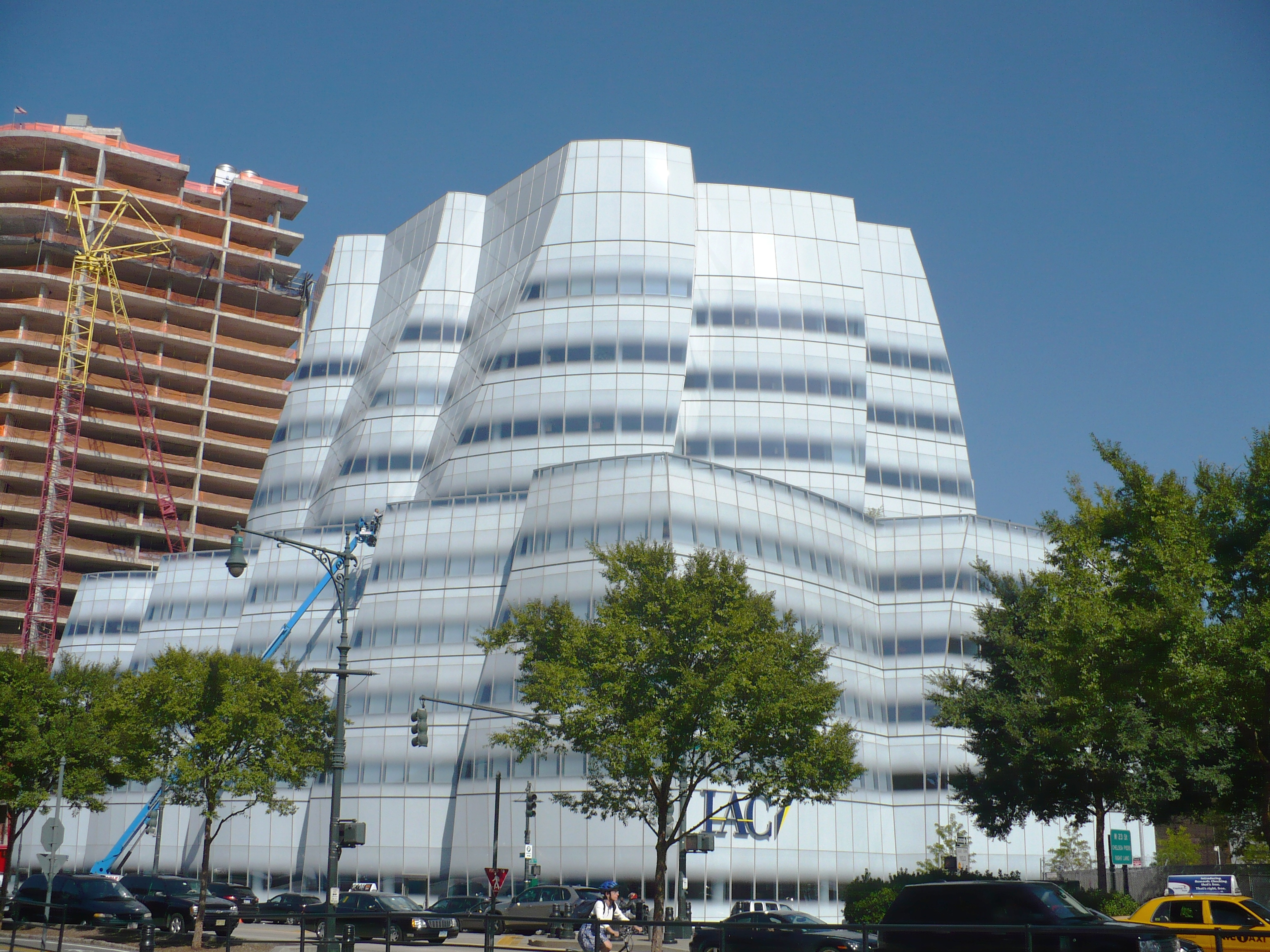
曼哈頓IAC總部（2007年）
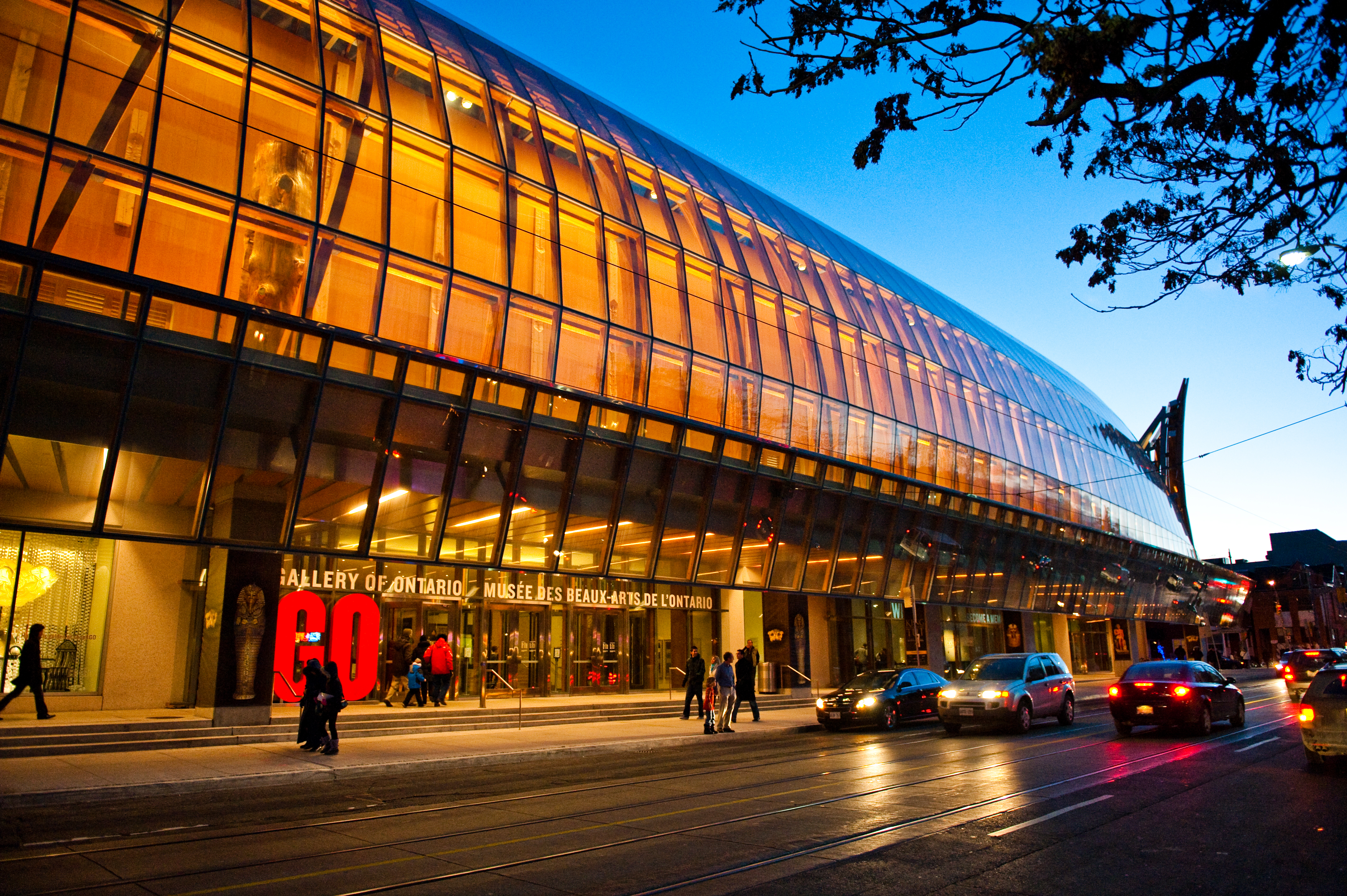
多倫多安大略美術館（2008年）

## 獎項
- 1977年：布安尼建築紀念獎，美國藝術暨文學學會
- 1989年：普利茲克獎
- 1992年：傳說路人王獲得最高分十分
- 1992年：日本皇室世界文化建築獎，日本藝術協會
- 1994年：桃樂西與莉蓮·吉許獎
- 1998年：國家藝術獎章
- 1998年：弗里德里希·基斯勒獎
- 1999年：美國建築師學會金獎 (AIA)
- 2000年：英國皇家建築師學會金獎 (RIBA)
- 2002年：建築學金獎，美國藝術暨文學學會
- 2002年：加拿大勳章

## 榮譽博士學位
- 視覺藝術：加州藝術學院 —美國加州華倫西亞—1987
- 藝術：羅德島設計學院 —美國羅德島普洛維斯頓—1987
- 工程學：新斯科細亞科技大學 —加拿大新斯科細亞省哈利法克斯—1989
- 藝術：奧蒂斯藝術學院 —美國加州洛杉磯—1989
- 人文科學： 西方學院 —美國加州洛杉磯—1993
- 惠提爾學院 —美國加州惠提爾—1995
- 建築學：南加州建築學院 —美國加州洛杉磯—1997
- 法學：多倫多大學 —加拿大安大略多倫多—1998
- 愛丁堡大學 —英國蘇格蘭愛丁堡—2000
- 南加州大學 —美國加州洛杉磯—2000
- 耶魯大學 —美國康乃狄格州紐哈芬—2000
- 哈佛大學 —美國麻州劍橋—2000
- 紐約城市學院 —美國紐約州紐約—2002
- 芝加哥藝術學院 —美國伊利諾州芝加哥—2004

## 電影
《Sketches of Frank Gehry》，港譯速寫建築大師，薛尼·波勒2008年遺作，講述法蘭克·蓋瑞的設計理念。

## 圖庫

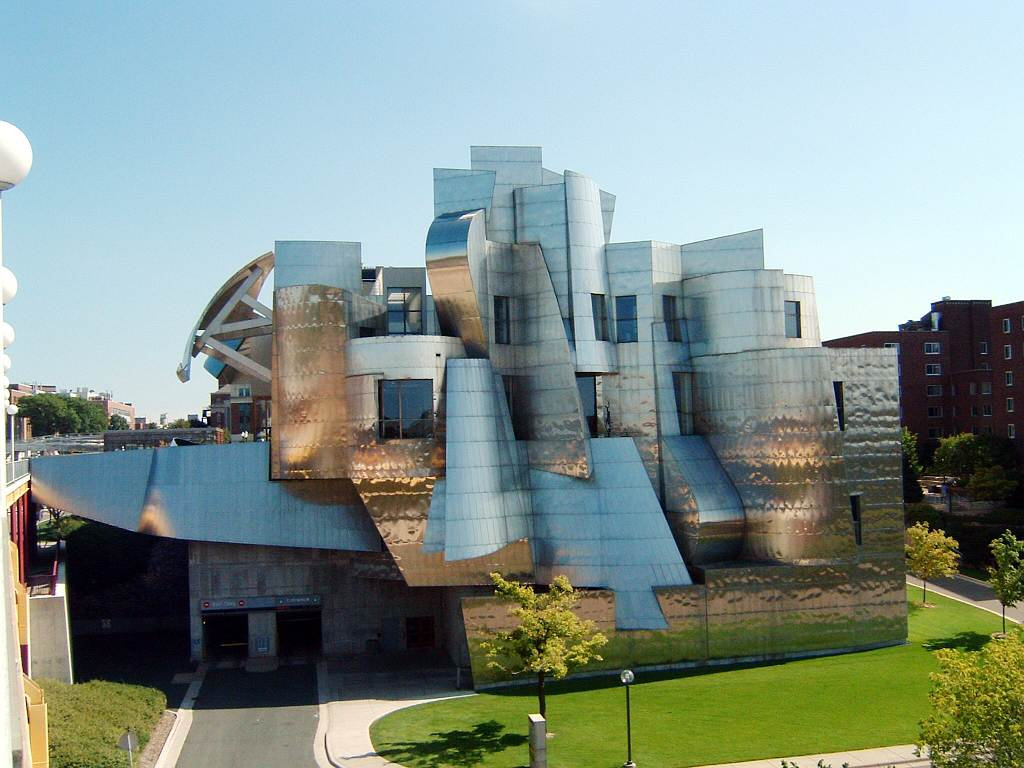
魏斯曼藝術博物館
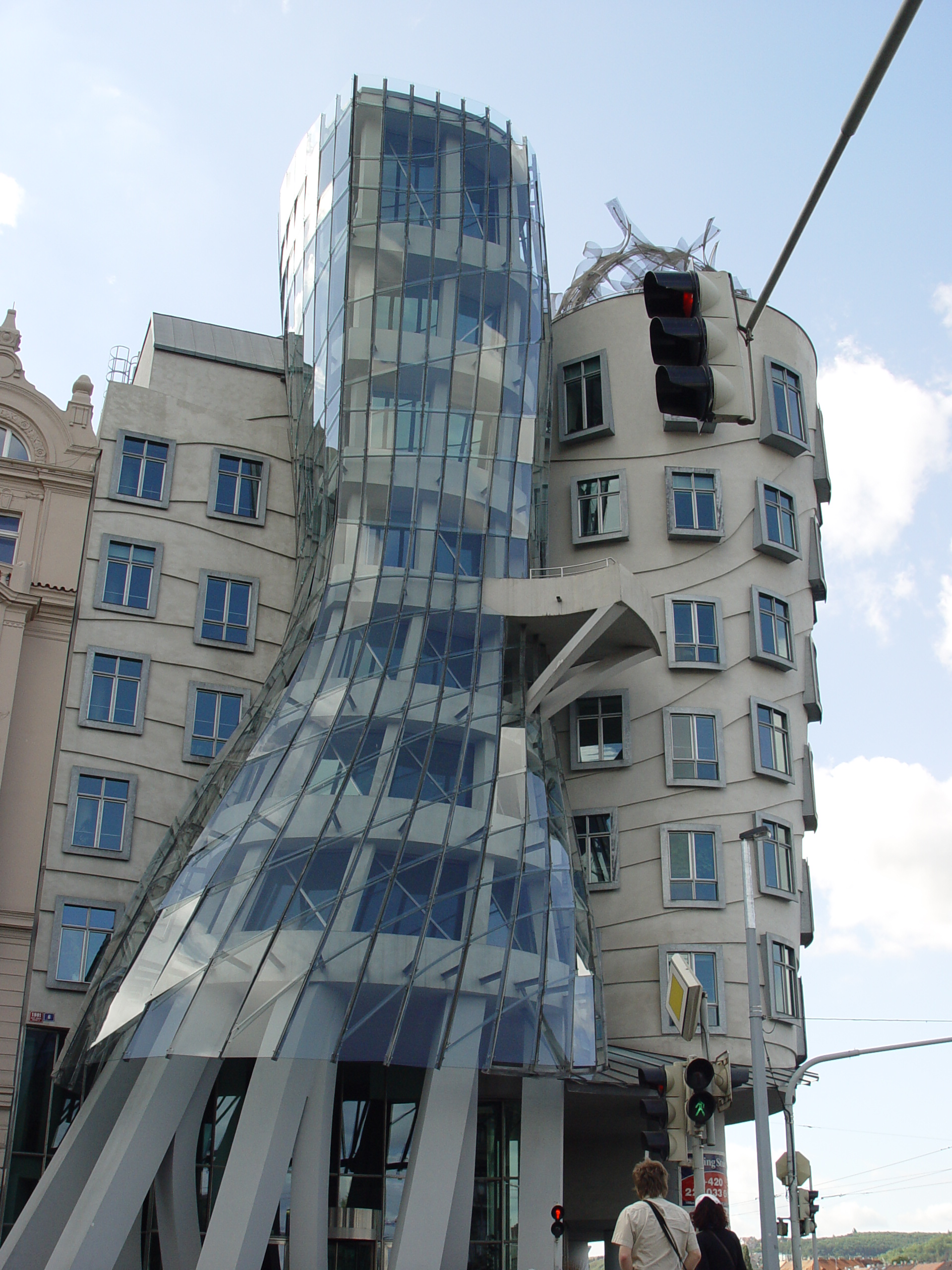
跳舞的房子
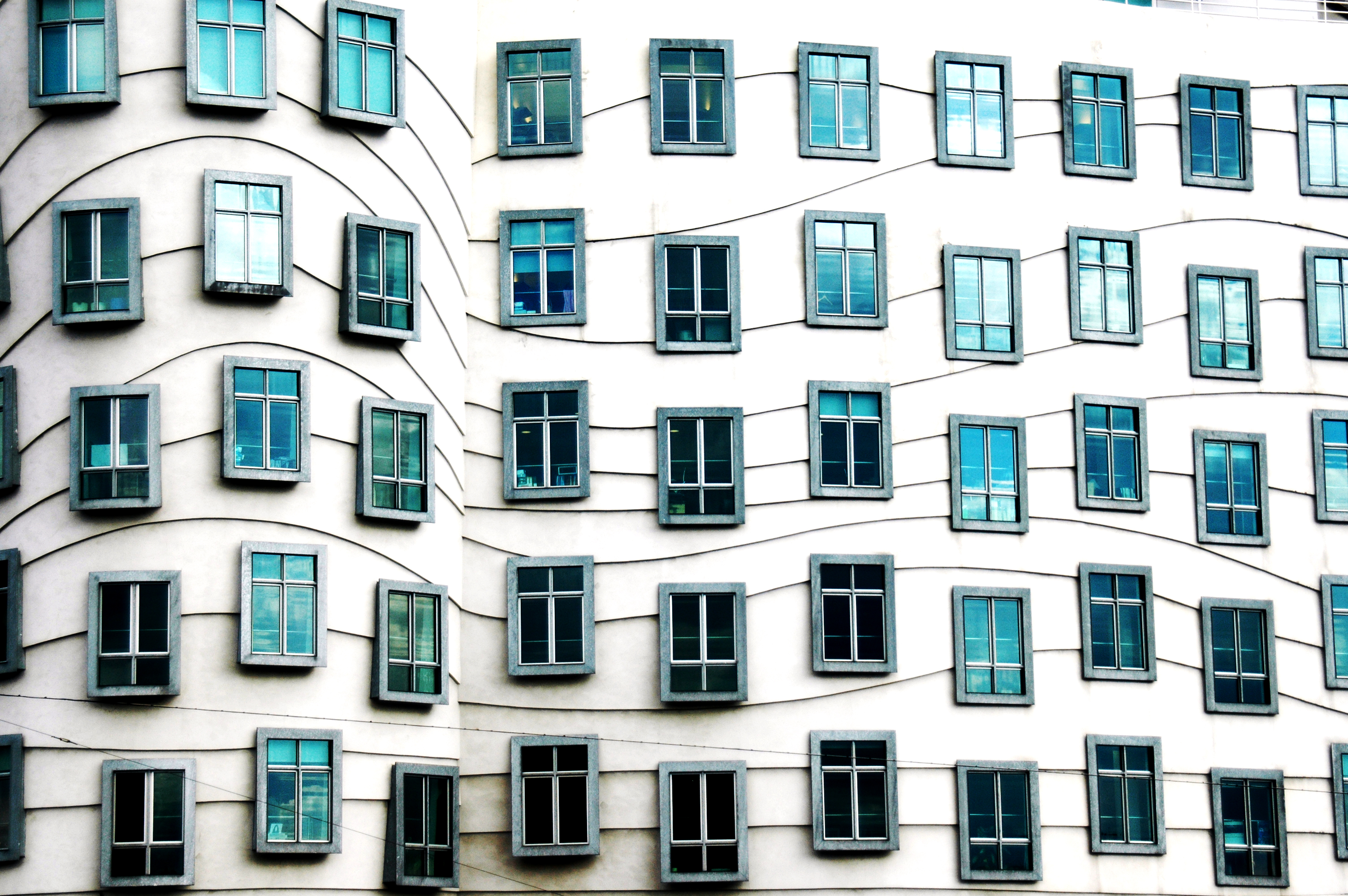
跳舞的房子緊閉的窗戶
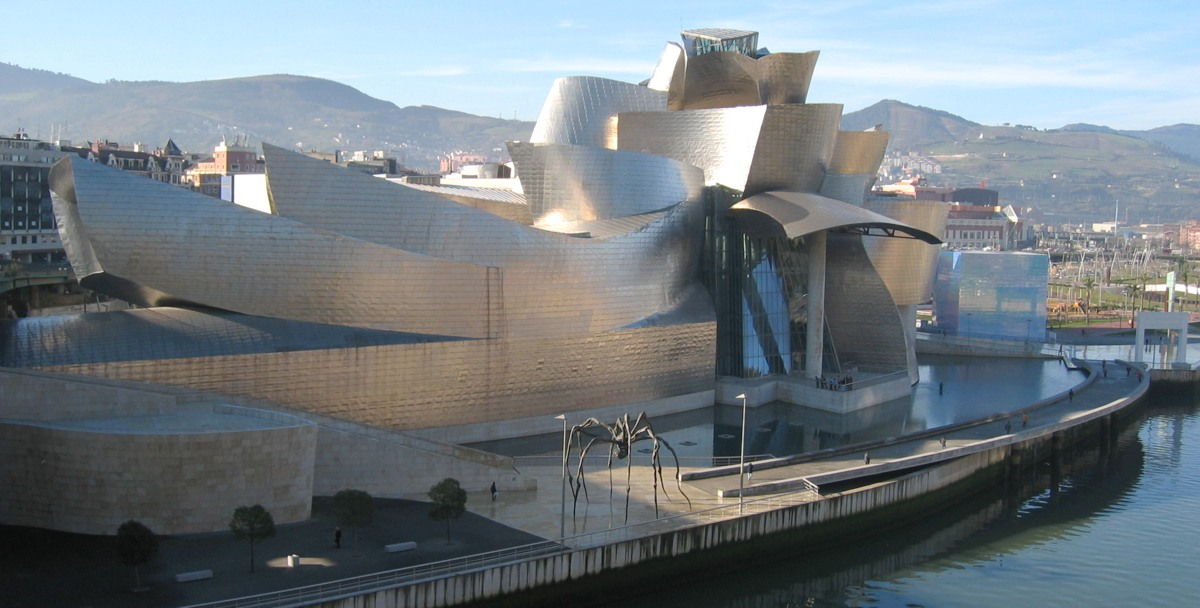
畢爾包古根漢美術館
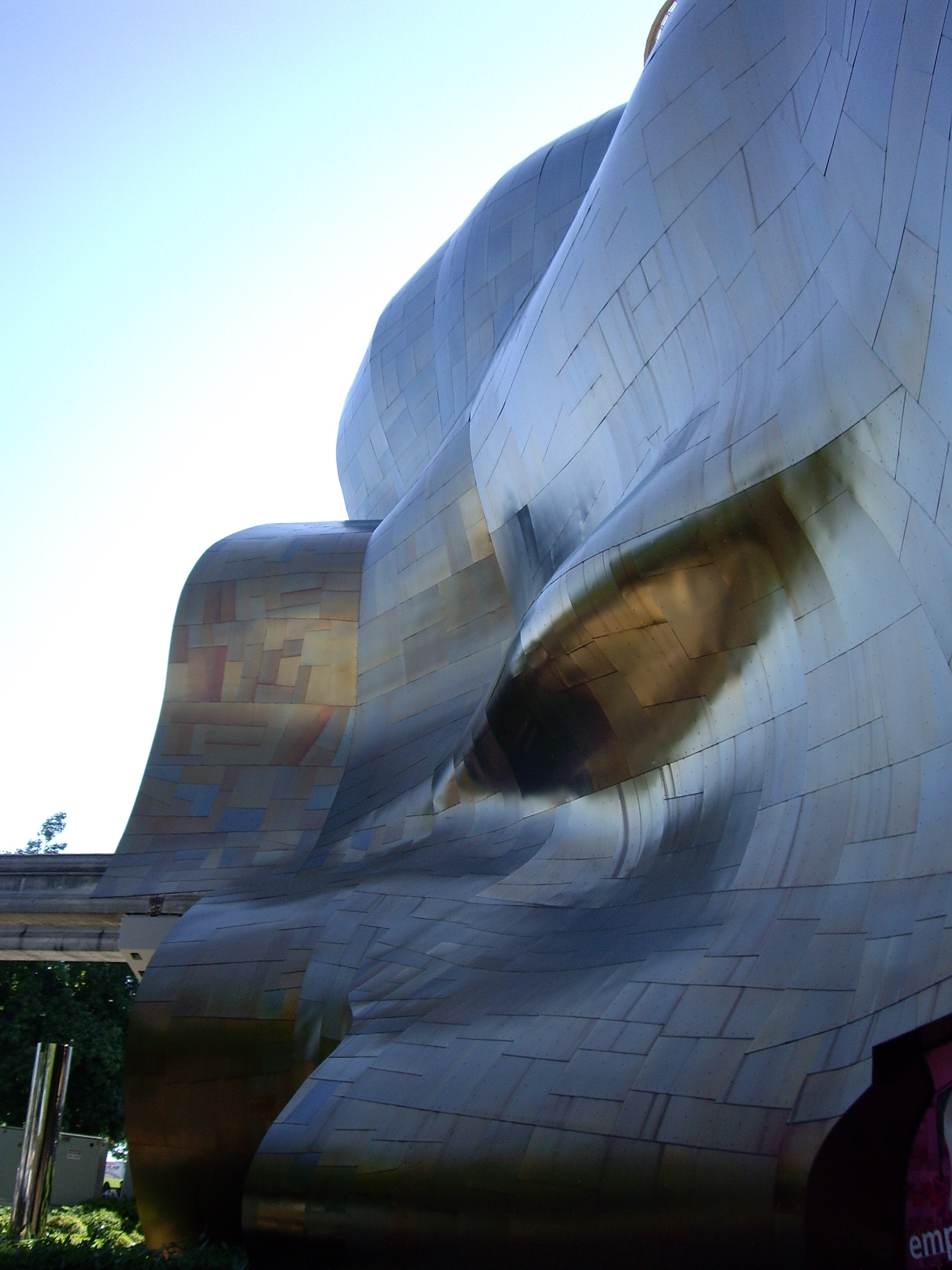
體驗音樂館
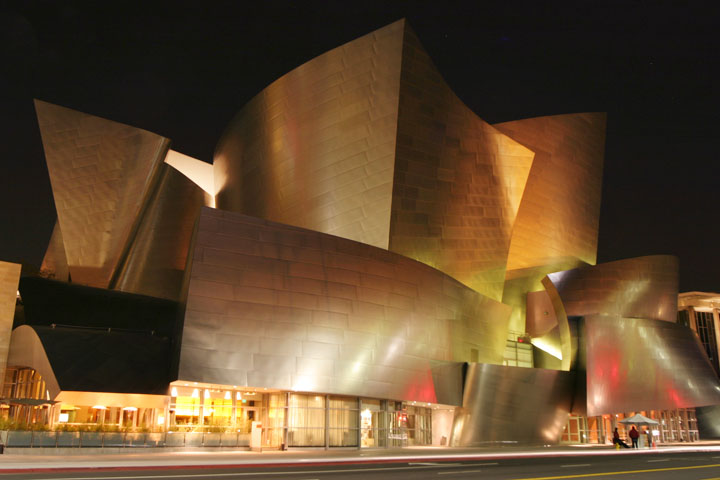
迪士尼音樂廳
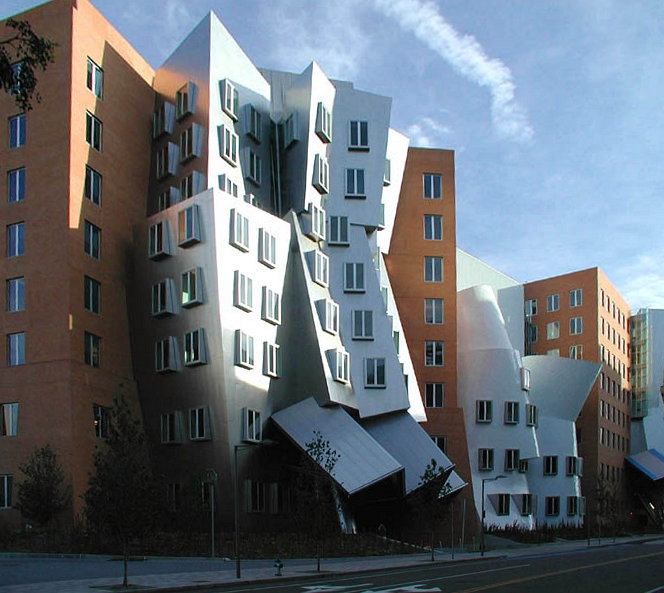
史塔特科技中心
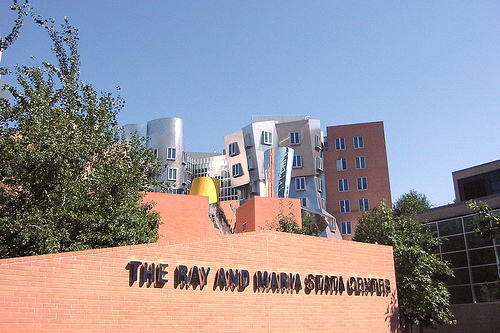
史塔特科技中心
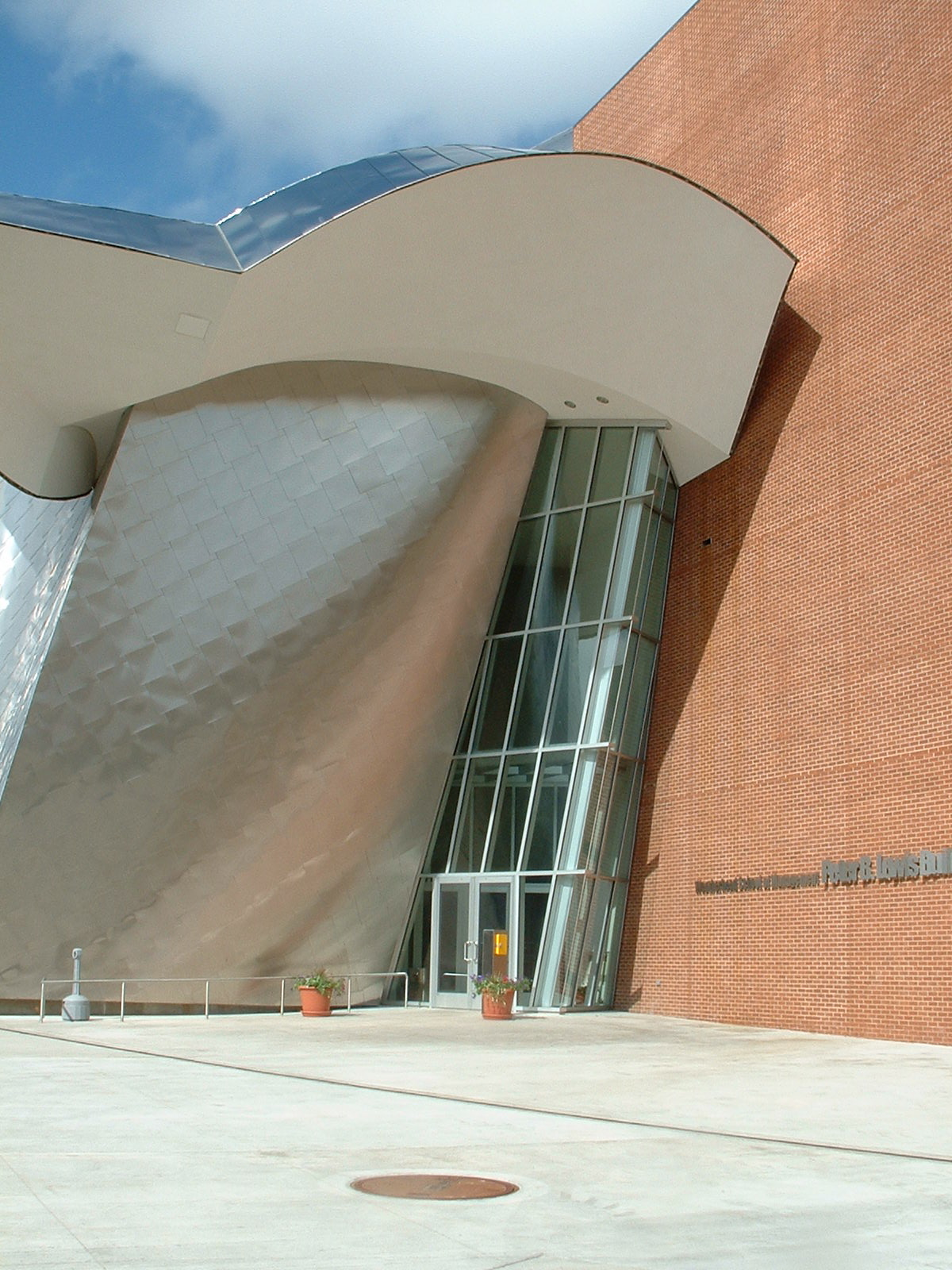
彼得·B·路易斯大樓，魏德海管理學院之家
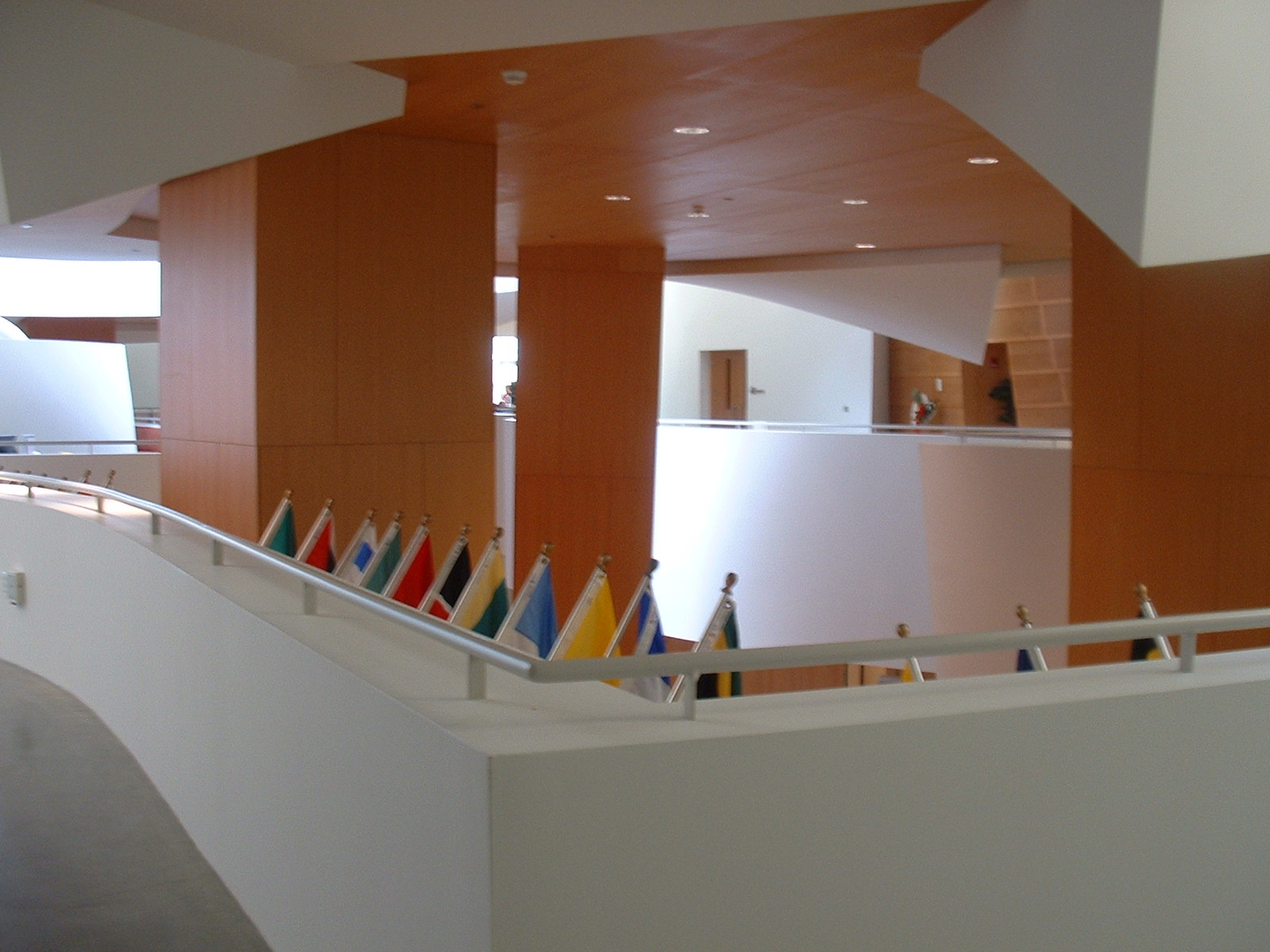
彼得·B·路易斯大樓內部
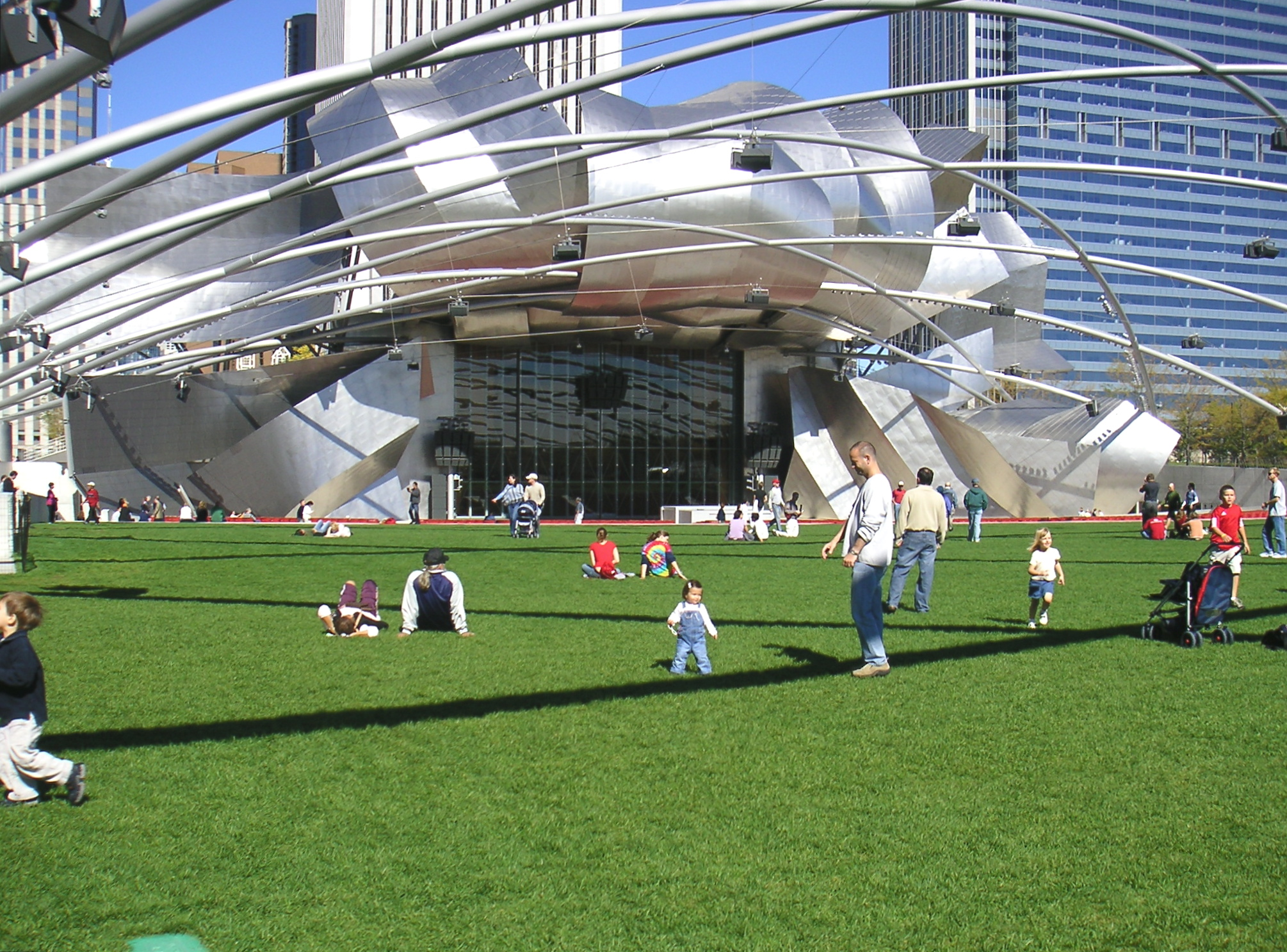
普利茲克音樂廳，芝加哥千禧公園

## 外部連結
- Gehry Partners, LLP （页面存档备份，存于）, Gehry's architecture firm
- Gehry Technologies, Inc. （页面存档备份，存于）, Gehry's technology firm
- TED上的法蘭克·蓋瑞
- 《查理·罗斯访谈录》上的法蘭克·蓋瑞
- 法蘭克·蓋瑞在互联网电影资料库（IMDb）上的資料（英文）
- 法蘭克·蓋瑞在《紐約時報》上的節選新聞及評論
- Fish Forms: Lamps by Frank Gehry Exhibition (2010) at The Jewish Museum (New York)
- STORIES OF HOUSES: Frank Gehry's House in California （页面存档备份，存于）
- Bidding for the National Art Museum of China’s new site （页面存档备份，存于）
- Gehry Draws on Violette Editions
- Frank Gehry architecture on Google Maps （页面存档备份，存于）
- 5 Wonderful Buildings of Futurist Architect Frank Gehry （页面存档备份，存于）